# Aneta Pawłenko
Aneta Pawłenko (ukr. Анета Павленко, ur. 28 kwietnia 1963) – ukraińsko-amerykańska językoznawczyni. Specjalizuje się w problematyce bilingwizmu, szczególnie w kwestii relacji między dwujęzycznością a poznaniem i emocjami. Piastuje stanowisko profesora na Temple University.
Przybyła do USA jako uchodźczyni w 1990 r., z powodu dyskryminacji antysemickiej i strachu przed pogromem. Jej dorobek obejmuje liczne artykuły i książki poświęcone zjawiskom dwujęzyczności i wielojęzyczności w krajach byłego Związku Radzieckiego. W latach 2014–2015 była prezesem Amerykańskiego Stowarzyszenia Lingwistyki Stosowanej. Została laureatką nagrody TESOL Award for Distinguished Research (2009) oraz nagrody Brytyjskiego Stowarzyszenia Lingwistyki Stosowanej (2006) za książkę Emotions and Multilingualism. W 2015 r. ogłosiła książkę The Bilingual Mind.